# Mimosybra fergussoni
Mimosybra fergussoni là một loài bọ cánh cứng trong họ Cerambycidae.